# Kathleen Kennedy Cavendish
Kathleen Agnes Kennedy Cavendish, markiza Hartington, również Kick Kennedy  (ur. 20 lutego 1920 w Brookline, zm. 13 maja 1948 w Saint-Bauzile) – amerykańska bywalczyni salonów, działaczka społeczna. Była córką Josepha Patricka Sr. i Rose, siostrą prezydenta USA Johna Fitzgeralda i senatorów Roberta i Teda Kennedych. Jej mężem był markiz Hartington William Cavendish, syn Edwarda.
W czasie, gdy jej ojciec był ambasadorem Stanów Zjednoczonych w Wielkiej Brytanii, Cavendish poznała w Londynie wielu wpływowych ludzi, była też „debiutantką 1938 roku”. Będąc wolontariuszką w Czerwonym Krzyżu, związała się z markizem Hartington, Williamem Cavendishem, którego poślubiła w maju 1944 roku. Hartington zginął w trakcie działań wojennych w Belgii zaledwie cztery miesiące później. W 1948 roku w katastrofie lotniczej zginęła Cavendish, która, ze swoim nowym partnerem hrabią Fitzwilliamem, podróżowała na pokładzie samolotu do Francji na wakacje.

## Życiorys
Cavendish urodziła się w Brookline w stanie Massachusetts. Była czwartym dzieckiem i drugą córką Josepha P. Kennedy’ego Seniora i Rose. Nazywano ją „Kick” z powodu jej „buntowniczej natury”. Była szczególnie blisko związana ze swoim starszym bratem, Johnem, znanym jako „Jack”. Jej rodzeństwem byli też Joseph Jr., Rosemary, Eunice, Patricia, Ted, Robert i Jean.
Uczyła się w Riverdale Country School na Bronksie w Nowym Jorku. Uczęszczała również do Noroton Convent of the Sacred Heart w Darien (stan Connecticut) i Holy Child Convent w podparyskiej miejscowości Neuilly-sur-Seine we Francji. Chociaż córki Kennedy’ego nie były wychowywane na polityków tak jak ich bracia, dzięki potężnym powiązaniom finansowym i politycznym oraz wpływom ich ojca zapewniono im wiele takich samych możliwości edukacyjnych i społecznych. Tak było zwłaszcza wtedy, gdy prezydent Franklin Delano Roosevelt mianował Josepha ambasadorem Stanów Zjednoczonych w Wielkiej Brytanii w 1938 roku.
Gdy Cavendish uczęszczała do Riverdale Country School, jej matka nie pochwalała tego, że mężczyźni zalecali się do jej córki, wysłała ją więc do szkoły dla dziewcząt Noroton Convent of the Sacred Heart. Jednak po pewnym czasie Kathleen zaczęła się spotykać z chłopcami i związała się z Peterem Gracem, synem magnata w branży transportu towarowego, z którym miała się zaręczyć.

### Pobyt w Wielkiej Brytanii
Czas, który Cavendish spędziła w Wielkiej Brytanii, poważnie wpłynął na resztę jej życia. Mieszkając w Anglii, kształciła się w londyńskim Queen’s College. Szybko zdobyła szerokie grono przyjaciół w brytyjskich wyższych sferach. Umawiała się na randki z Davidem Rockefellerem. Po tym, jak wzięła udział w balu debiutantek królowej Charlotty, brytyjskie media określiły ją debiutantką.
We wrześniu 1939 roku, po niemieckiej inwazji na Polskę i wybuchu II wojny światowej, cała rodzina Kennedych, z wyjątkiem Josepha i córki Rosemary, wróciła do Stanów Zjednoczonych. Kathleen Cavendish, z powodu zamiłowania do Anglii, gdzie spędziła dwa lata i poznała wielu przyjaciół, poprosiła rodziców o zgodę na pozostanie w Londynie, mimo że Wielka Brytania była wówczas zagrożona atakiem. Jednak ojciec nie zgodził się na to. Wczesną jesienią 1939 roku rodzina wróciła do Stanów Zjednoczonych.
Po powrocie do Stanów Zjednoczonych Cavendish uczęszczała do nowojorskiej Finch School, a następnie do Florida Commercial College. W połowie 1940 roku, będąc w trakcie studiów, rozpoczęła w Nowym Jorku działalność wolontariacką w Amerykańskim Czerwonym Krzyżu. W 1941 roku zdecydowała się przerwać naukę i rozpoczęła pracę na stanowisku asystentki Franka Waldropa, redaktora naczelnego „Washington Times-Herald” (1939–1954). Później współpracowała z Ingą Arvad.

### Małżeństwo
W 1943 roku, szukając sposobu na powrót do Anglii, Cavendish zatrudniła się w ośrodku dla żołnierzy utworzonym przez Czerwony Krzyż. Podczas swojego pobytu w Anglii, zarówno przed wojną, jak i podczas konfliktu, coraz bardziej uniezależniała się od swojej rodziny i Kościoła rzymskokatolickiego, do którego należeli. W tym czasie zaczęła spotykać się z Williamem Cavendishem, markizem Hartington (w jego rodzinie i wśród przyjaciół określany jako Billy Hartington). Jako najstarszy syn Edwarda Cavendisha, był pierwszy w linii sukcesji do tytułu książęcego Devonshire.
Para poznała się i zaprzyjaźniła niedługo po tym, kiedy Cavendish przeniosła się do Anglii. Pomimo sprzeciwu jej matki, spotykali się nadal. Była przeciwna ich związkowi, ponieważ wiedziała, że ich małżeństwo wiązałoby się z przejściem córki na anglikanizm; w tej wierze wychowywałyby się także ich dzieci. Matka Kathleen Cavendish próbowała nawet manipulować ich związkiem, trzymając córkę z dala od Williama i odkładając ich ewentualny ślub. Mimo to, dzięki uporowi dziewczyny, ostatecznie doszło do ślubu cywilnego z markizem 6 maja 1944 roku w Caxton Hall Register Office. Cavendishowie byli małżeństwem niecałe pięć tygodni, zanim ten wyruszył do Francji angażując się w działania wojenne. Cztery miesiące po ślubie Cavendish został zabity podczas walk w Belgii przez niemieckiego snajpera.

### Śmierć

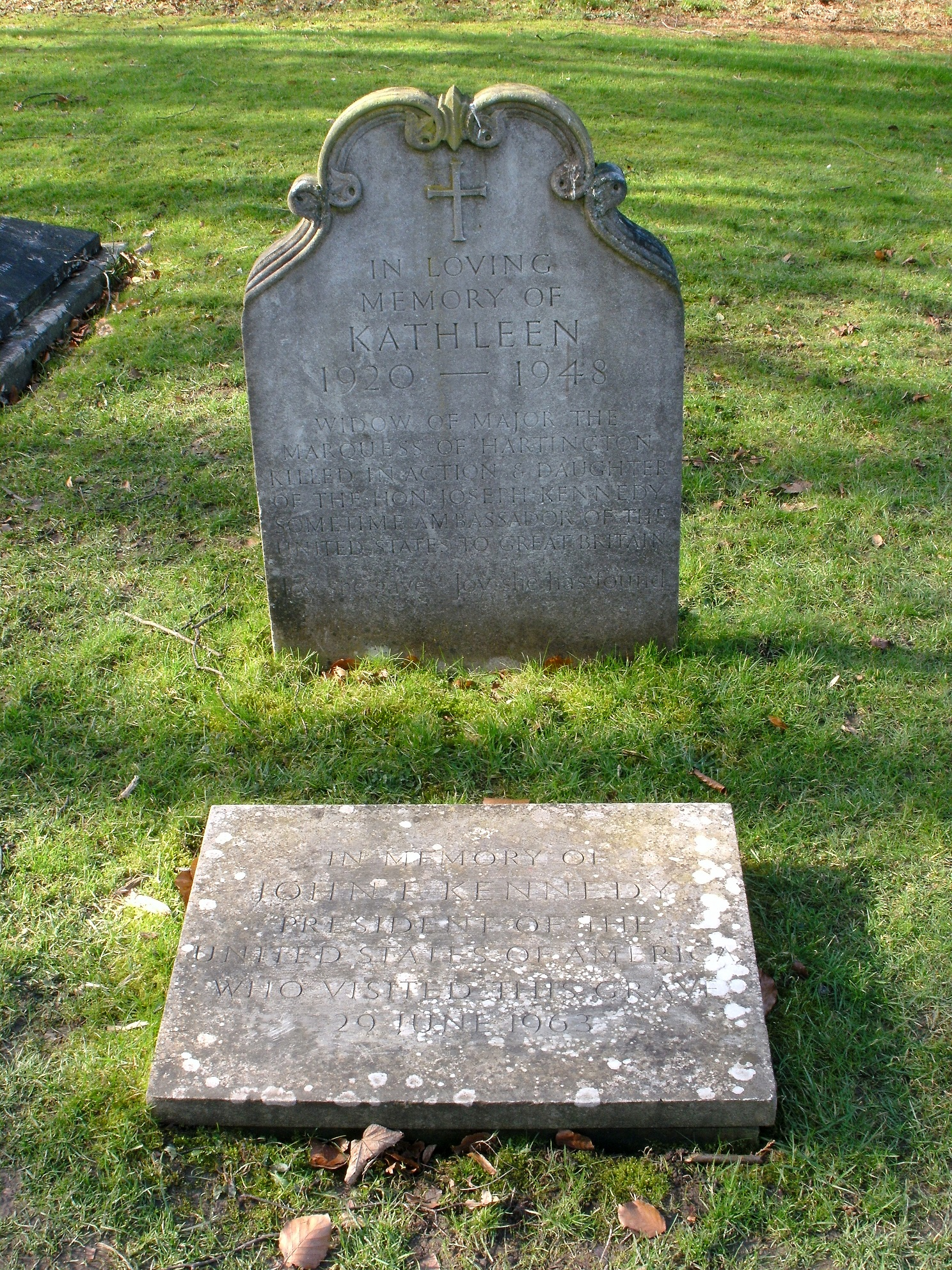
Grób Kathleen Cavendish

Cavendish zginęła, wraz z lordem Fitzwilliamem, 13 maja 1948 roku w katastrofie lotniczej samolotu De Havilland DH 104 Dove.